# 아달베르토 마리아 멀리

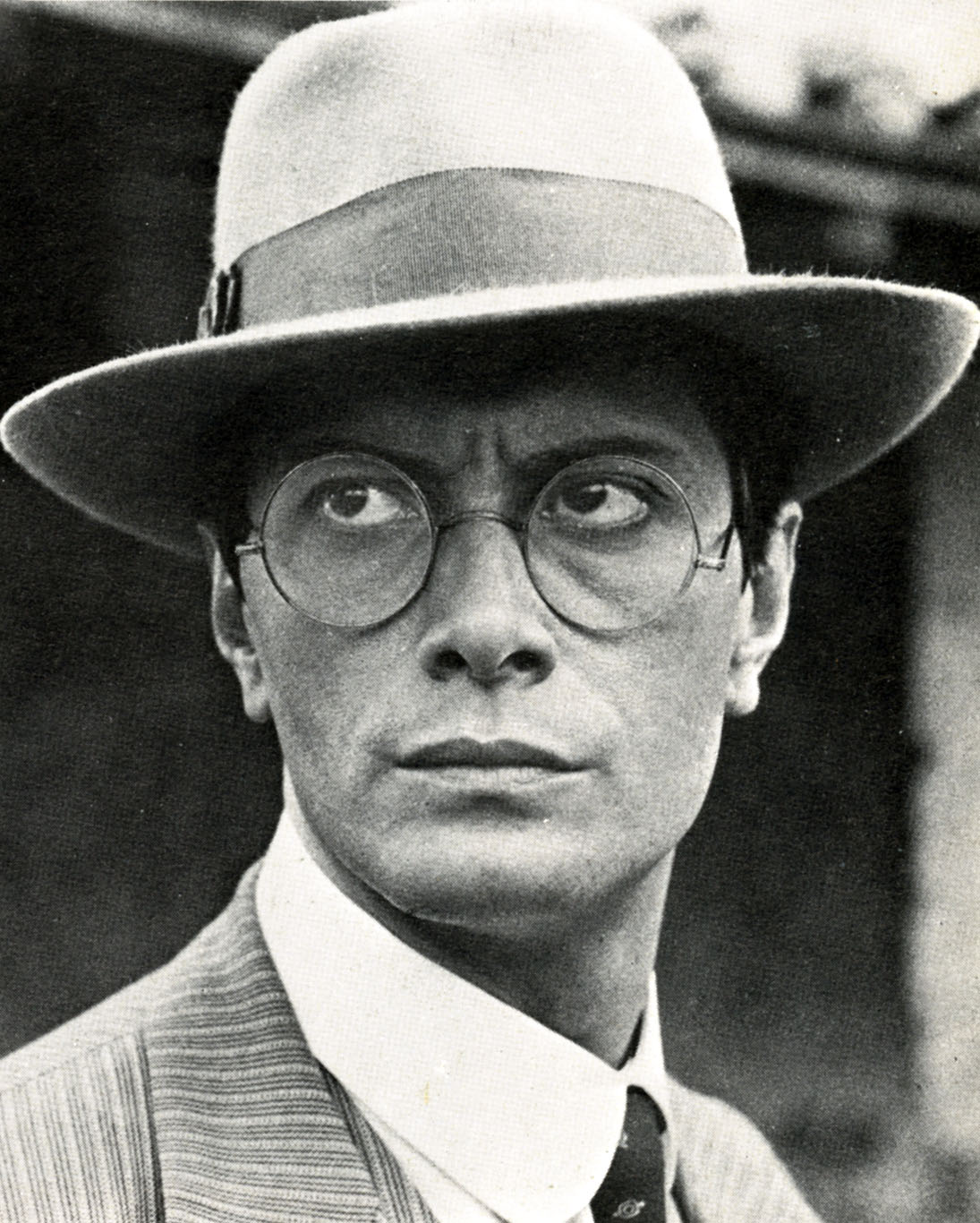

아달베르토 마리아 멀리(Adalberto Maria Merli, 1938년 1월 14일 ~ )는 이탈리아의 영화배우, 텔레비전 배우이다.
로마에서 태어났다.

## 영화
- 카드 플레이어 (2004년) - 경찰서장 역
- 더 워 이즈 오버 (2002년)
- 만찬 (1998년)
- 다크 파워 (1995년)
- 축구 특공대 (1990년)
- 비너스의 유혹 (1988년)
- 시실리 마피아 (1984년)
- 갱 (1977년)
- 공포의 도시 (1975년)
- 인디안 섬머 (1972년)